# Гатри, Гвен
Гвендолин «Гвен» Гатри (англ. Gwendolyn Guthrie; 9 июля 1950, Ньюарк, Эссекс, Нью-Джерси, США — 3 февраля 1999, Ориндж, Нью-Джерси, США) — американская певица, автор песен и пианистка. Она исполняла бэк-вокал для таких артистов как Арета Франклин, Билли Джоэл, Стиви Уандер, Питер Тош, Мадонна, и других, её песни пели Бен Э. Кинг, Анджела Бофилл и Роберта Флэк. Большую известность в качестве певицы ей принесла песня «Ain’t Nothin’ Goin’ on But the Rent».

## Дискография
- Gwen Guthrie (1982)
- Portrait (1983)
- Just for You (1985)
- Good to Go Lover (1986)
- Lifeline (1988)
- Hot Times (1990)